# Skovshoved IF
Maillots
Le Skovshoved Idrætsforening, abrégé en Skovshoved IF, est un club danois de football fondé le 9 juin 1909 et basé à Klampenborg. Le Danois Claus Larsen est l'entraineur depuis juillet 2019.
Le Skovshoved IF joue ses matchs à domicile dans le Skovshoved Idrætspark, d'une capacité de 1 000 places.
La meilleure performance du club en première division danoise est une deuxième place obtenue en 1927 et 1953.

## Palmarès
- Championnat du Danemark
  - Vice-champion (2) : 1927 et 1953.

- Championnat du Danemark D2
  - Champion (2) : 1933 et 1951.

- Championnat du Danemark D3
  - Champion (1) : 1949.